# 張玉寧 (1977年生のサッカー選手)
張 玉寧（中国語: 张玉宁、Zhāng Yùníng、1977年5月25日 - ）は、中華人民共和国の元サッカー選手、サッカー指導者。元中華人民共和国代表。選手時代のポジションはFW。

## クラブ歴
1994年にプロ化初年の遼寧足球倶楽部のトップチームに昇格。しかし出場機会を得られないまま1995年に3部の北京首鋼にレンタル移籍した。その後遼寧に復帰し、1997年のクラブ得点王に輝いた。翌1998年にも活躍し遼寧の1部昇格に貢献した。1999年も1部で活躍し、クラブを好成績に導いたがあと一歩の所でリーグ優勝を逃した。
若い上に背も高く、非常に効果的なセンターフォワードであったため、新聞は彼を「中国のベッカム」と称したが、彼の知名度が一番高まったのは2000年4月26日に事故を起こした時である。彼はチームメイトらを連れて飲酒運転をしており事故を引き起こした。これによって彼自身も軽い怪我を負ったが、同乗していたチームメイトの曲楽恒が下半身麻痺の後遺症を引き起こした。その後、曲は裁判を起こし2004年11月22日に張の234万元の支払いが確定し、その後公式に謝罪した。また、その補償金が高過ぎるとの評価もあったが、彼は上訴しなかった。
2001年11月にはレンタル移籍でレスター・シティFCが獲得に興味を示していたが、代表でレギュラー出場していないために労働許可が下りず断念した。その後2004年11月にもレスター・シティはボブ・ホートンが彼の獲得に興味を示したが、労働許可の問題からまたも移籍はならなかった。
その前年の2003年には遼寧から上海申花に移籍し、リーグタイトルを獲得した。しかしこのタイトルは2013年に八百長が発覚したために剥奪された。
その後、上海申花ではあまり活躍できず、オーストラリアのクイーンズランド・ロアーFCにレンタル移籍、フランク・ファリーナ監督の下でプレイした。しかし出場は僅か6試合に止まった上に1日1箱のヘビースモーカーからも脱却できなかった。これによって上海申花は2008年に古巣の遼寧宏運に60万元で売却したが、遼寧宏運でも出場機会は得られずに同シーズンを以て引退した。

## 代表歴
2000年に起こした曲との問題の傍ら、張は怪我から回復し、2001年1月17日にエジプト代表との親善試合で代表初出場を飾った。
同年に行われたキングスカップ2001では5得点をあげ得点王に輝いたが、決勝戦で敗れて代表自体は準優勝に終わった。

## 個人成績

### クラブ
| 1994           | 遼寧                     |                | 甲A            | 0            | 0        | 0        | 0        |
| 1995           | 北京首鋼                 |                | 甲B            |              |          |          |          |
| 1996           | 遼寧                     |                | 甲B            |              |          |          |          |
| 1997           | 遼寧                     |                | 甲B            | 11           |          | 11       |          |
| 1998           | 遼寧                     |                | 甲B            | 14           |          | 14       |          |
| 1999           | 遼寧                     |                | 甲A            | 23           | 8        | 23       | 8        |
| 2000           | 遼寧                     |                | 甲A            | 17           | 11       | 17       | 11       |
| 2001           | 遼寧                     |                | 甲A            | 19           | 11       | 19       | 11       |
| 2002           | 遼寧                     |                | 甲A            | 13           | 5        | 13       | 5        |
| 2003           | 上海申花                 |                | 甲A            | 22           | 13       | 22       | 13       |
| 2004           | 上海申花                 |                | 超級           | 10           | 3        | 10       | 3        |
| 2005           | 上海申花                 |                | 超級           | 14           | 5        | 14       | 5        |
| 2006           | 上海申花                 | 10             | 超級           | 8            | 1        | 8        | 1        |
| オーストラリア | オーストラリア           | オーストラリア | オーストラリア | リーグ戦     | リーグ戦 | 期間通算 | 期間通算 |
| 2006-07        | クイーンズランド・ロアー | 12             | Aリーグ        | 6            | 0        | 6        | 0        |
| 中国           | 中国                     | 中国           | 中国           | リーグ戦     | リーグ戦 | 期間通算 | 期間通算 |
| 2008           | 遼寧宏運                 | 33             | 超級           | 0            | 0        | 0        | 0        |
| 通算           | 中国                     | 中国           | 超級           | 32           | 16       | 32       | 16       |
| 通算           | 中国                     | 中国           | 甲A            | \|\|\|\|\|\| |          |          |          |
| 通算           | 中国                     | 中国           | 甲B            | \|\|\|\|\|\| |          |          |          |
| 通算           | オーストラリア           | オーストラリア | Aリーグ        | 6            | 0        | 6        | 0        |
| 総通算         | 総通算                   | 総通算         | 総通算         | \|\|\|\|\|\| |          |          |          |

### 代表
代表での得点一覧
| # | 日附          | 場所                               | 対戦相手             | 得点 | 結果 | 大会                         |
| - | ------------- | ---------------------------------- | -------------------- | ---- | ---- | ---------------------------- |
| 1 | 2001年2月12日 | バンコク・スパチャラサイ国立競技場 | スウェーデン         | 1–0  | 2–2  | キングスカップ2001           |
| 2 | 2001年2月12日 | バンコク・スパチャラサイ国立競技場 | スウェーデン         | 2–0  | 2–2  | キングスカップ2001           |
| 3 | 2001年2月14日 | バンコク・スパチャラサイ国立競技場 | タイ                 | 1–0  | 5–1  | キングスカップ2001           |
| 4 | 2001年2月14日 | バンコク・スパチャラサイ国立競技場 | タイ                 | 2–0  | 5–1  | キングスカップ2001           |
| 5 | 2001年2月14日 | バンコク・スパチャラサイ国立競技場 | タイ                 | 4–0  | 5–1  | キングスカップ2001           |
| 6 | 2001年8月5日  | 上海市上海体育場                   | トリニダード・トバゴ | 3–0  | 3–0  | 四国サッカートーナメント2001 |
| 7 | 2004年2月3日  | 広東省広州市天河体育中心体育場     | フィンランド         | 1–0  | 2–1  | 親善試合                     |
| 8 | 2004年2月7日  | 広東省深圳市深圳体育場             | フィンランド         | 1–0  | 2–1  | 親善試合                     |

## タイトル

### 選手

#### クラブ
遼寧
- 中国サッカー・スーパーカップ: 1999

上海申花
- 中国甲Aリーグ: 2003（八百長により後に抹消）

#### 個人
- 中国甲Bリーグ得点王: 1998
- 中国FAカップ得点王: 1998
- キングスカップ得点王: 2001